# بادي لوكاس
بادي لوكاس (بالإنجليزية: Buddy Lucas) هو سباح نيوزلندي، ولد في 22 مايو 1931 في أوكلاند في نيوزيلندا، وتوفي في 18 أكتوبر 2002.